# Acceleron Pharma
Acceleron Pharma, Inc. este o companie biofarmaceutică⁠(d) americană în stadiu clinic, cu sediul în Cambridge, Massachusetts, care se concentrează pe dezvoltarea de medicamente care reglează superfamilia de proteine a factorului de creștere transformant beta⁠(d) (TGF-β), care joacă roluri fundamentale în creșterea și repararea celulelor și țesuturilor, cum ar fi celulele roșii din sânge, mușchii, oasele și vasele de sânge.

## Pipeline
Acceleron are patru medicamente în studii clinice și unul în dezvoltare preclinică.
- Luspatercept (ACE-536) pentru anemie[4]
- Sotatercept (ACE-011) pentru afecțiuni renale[5]
- Dalantercept (ACE-041) pentru cancerul de rinichi[6]
- ACE-083 pentru tulburări musculare[7]

## Istoric
Compania a fost înființată în iunie 2003 în Cambridge, Massachusetts, ca o corporație din Delaware; denumirea inițială a fost Phoenix Pharma.
Fondatorii au fost oamenii de știință Jasbir Seehra, Tom Maniatis⁠(d), Mark Ptashne⁠(d), Wylie Vale și consilierul științific Joan Massague, precum și oamenii de afaceri și investitorii John Knopf și Christoph Westphal de la Polaris Venture Partners, care a ocupat funcția de director general fondator. Compania a fost înființată pentru a descoperi și dezvolta medicamente pe baza descoperirilor științifice ale fondatorilor științifici în domeniul factorilor de creștere și al factorilor de creștere transformatori în domeniile tulburărilor metabolice precum obezitatea, diabetul, osteoporoza și afecțiunile care provoacă pierderea mușchilor.
Compania a început cu o rundă de pornire de la Polaris de 250.000 de dolari, iar apoi a avut o investiție de capital de risc de serie A de 25 de milioane de dolari, pe care a folosit-o pentru a deschide primul său laborator în decembrie 2003.
Glenn Batchelder a fost numit președinte și director executiv în iunie 2004.
A început primul său studiu clinic în iunie 2006; produsul a fost ACE-011 (care în cele din urmă a fost numit "sotatercept"), o proteină terapeutică care era un antagonist al receptorului de tip 2 al activinei, destinat să trateze pierderea de masă osoasă.
În 2011, Acceleron și-a extins parteneriatul cu Celgene pentru a include ACE-536, un candidat la dezvoltare pentru anemie.
În septembrie 2016, principalul produs al companiei, luspatercept, se afla în faza III de testare pentru SMD și beta-talasemie.
În octombrie 2022, Merck & Co. a anunțat rezultatele unui studiu de fază III de evaluare a sotaterceptului.